# 丁述曾
丁述曾（？—？），山東省登州府黃縣人，清朝政治人物、進士出身。
光緒十五年（1889年），参加光緒己丑科殿試，登進士二甲65名。同年五月，著主事，分部学习。曾任内阁中书。